# Wielka encyklopedia powszechna PWN

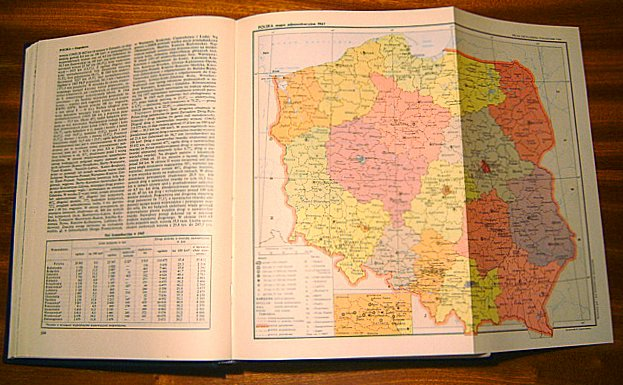
WEP PWN, tom 9, s. 104 i insert

Wielka encyklopedia powszechna PWN – polska encyklopedia powszechna wydana w latach 1962–1970 przez Państwowe Wydawnictwo Naukowe.

## Historia
Encyklopedia została wydana w 12 woluminach (13 wolumin, suplement, w 1970), w objętości ok. 2000 arkuszy wydawniczych i nakładzie 178 000 egz.; zawiera 75 tys. haseł, 12 tys. ilustracji, 200 kolorowych i 650 czarno-białych ilustrowanych insertów i 120 kolorowych map na 10 715 stronach; mimo powszechnej w czasach PRL cenzury była szeroko dyskutowana społecznie, wydany w wyniku dyskusji suplement zawiera 1,5 tys. dodatkowych haseł. Do 2005, do wydania ostatnich tomów Wielkiej encyklopedii PWN, była to największa polska encyklopedia powszechna wydana po II wojnie światowej.
Państwowe Wydawnictwo Naukowe podjęło inicjatywę wydania encyklopedii uniwersalnych w roku 1956 – wydano Małą encyklopedię powszechną PWN (1959) oraz A–Z encyklopedię popularną PWN (1962). Inicjatywę wydania encyklopedii podjęto w lipcu 1957; początkowo zamierzano wydać encyklopedię w 8 tomach, a następnie w 12. W ciągu 14 miesięcy przygotowano listę haseł, pierwszy tom ukazał się po kolejnych 16 miesiącach, w grudniu 1962.
Nad encyklopedią pracowało ponad 2 tys. autorów, około tys. recenzentów i konsultantów oraz prawie 100 redaktorów; pracami kierowała Rada Naukowa powołana przez Polską Akademię Nauk i Ministerstwo Szkolnictwa Wyższego, którą kierował prof. Tadeusz Kotarbiński. W kwestiach społeczno-politycznych encyklopedia opierała się na doktrynie marksistowsko-leninowskiej.

## Hasło „obozy koncentracyjne hitlerowskie”
Hasło „obozy koncentracyjne hitlerowskie”, zamieszczone w VIII tomie encyklopedii (1966), stało się pretekstem do działań politycznych o charakterze antysemickim. Hasło to zawierało pewne błędy (tylko częściowo wynikające z ówczesnego stanu wiedzy), które frakcja moczarowców wykorzystała do ataków na redakcję WEP, a pośrednio także na frakcję puławian. Redakcji zarzucano pomniejszanie martyrologii narodu polskiego i zawyżanie cierpień ludności żydowskiej. Nową wersję hasła, zatytułowaną „obozy hitlerowskie” i niezawierającą już kwestionowanego podziału na obozy koncentracyjne i obozy zagłady, dołączono w postaci osobnego arkusika do tomu XI (1968) oraz zamieszczono w „Suplemencie” (tom XIII, 1970).